# Wet bijzondere opnemingen in psychiatrische ziekenhuizen
De Wet bijzondere opnemingen in psychiatrische ziekenhuizen (Wet Bopz) en het Besluit middelen en maatregelen Bopz, was tot 2020 de Nederlandse wet- en regelgeving bedoeld om toepassing van dwang in de zorg mogelijk te maken en de patiënt daarbij zoveel mogelijk te beschermen tegen machtsmisbruik en willekeur. Verder waren de rechten van de patiënt en de verplichtingen van zorgmedewerkers gedurende onvrijwillig verblijf vastgelegd. De restrictieve mogelijkheden om dwangverpleging en vrijheidsbeperkende maatregelen toe te passen stonden bekend als Middelen en Maatregelen. De wet is op 17 januari 1994 van kracht geworden en verving de tweede Krankzinnigenwet uit 1884 en werd op zijn beurt per 1 januari 2020 vervangen door de Wet zorg en dwang en de Wet verplichte geestelijke gezondheidszorg (Wet verplichte ggz, Wvggz).

## Bopz-instellingen
Mensen konden op basis van de Wet Bopz alleen worden opgenomen in een instelling die daarvoor was aangemerkt. Die zorginstellingen moesten zijn gericht op opname, behandeling, begeleiding en verzorging van patiënten met een Bopz-indicatie.
De wet was van toepassing op de volgende instellingen:
- Algemeen psychiatrische ziekenhuizen (APZ)
- Psychiatrische afdelingen van algemene ziekenhuizen (PAAZ)
- Psychiatrische universiteitsklinieken (PUK)
- Verslavingsklinieken
- Klinieken voor forensische psychiatrie
- Psychogeriatrische afdelingen van verpleeg- en verzorgingshuizen
- Algemene zwakzinnigen inrichtingen (AZI)
- Instellingen voor ernstig meervoudig gehandicapten.

## Wijze van opname
De wet maakte onderscheid tussen verschillende omstandigheden waaronder iemand wordt opgenomen. Voor alle patiënten gold in ieder geval de volgende procedure:
- Bij verzet:

Als iemand zich verzette tegen opname, en er veel haast bij was, kon - meestal door een onafhankelijk psychiater van een crisisdienst - aan de burgemeester worden gevraagd een inbewaringstelling (IBS) af te geven. Deze inbewaringstelling had een geldigheidsduur van 3 werkdagen en gaf de behandelaar het recht iemand tegen zijn wil in op te sluiten in een psychiatrische instelling. Als deze periode niet voldoende was, kon de behandelaar (via de officier van justitie) een verzoek tot voortzetting van de inbewaringstelling indienen bij de rechtbank. De rechter kon dan eventueel een machtiging afgeven tot voortzetting van de inbewaringstelling voor een maximale duur van 3 weken. Was dit nog steeds onvoldoende kon - vóór afloop van de geldigheid van de laatste machtiging - een verzoek worden ingediend voor een nog langer verblijf. Men sprak dan over een (voorlopige) rechterlijke machtiging (RM). Deze machtiging gold voor maximaal zes maanden, met de mogelijkheid van verlenging met telkens één jaar. Een verlenging werd aangeduid als 'machtiging tot voortgezet verblijf'.
Een inbewaringstelling en verder iedere volgende machtiging die de rechter afgaf, kon alleen worden gegeven als het vermoeden bestond dat de betrokken persoon een gevaar vormde - voor zichzelf, anderen of de omgeving - en het gevaar niet op een andere manier was af te wenden en voortkwam uit een psychische aandoening. Bij de inbewaringstelling kwam daar als extra eis bij dat er sprake moest zijn van een onmiddellijk dreigende gevaar. 
- Een psychiatrische patiënt kan ook een machtiging op eigen verzoek krijgen:

Dit was van toepassing wanneer hij of zij aanvankelijk wel wil worden opgenomen, maar vermoedde later de opname te willen stopzetten.
- Geen bereidheid, geen bezwaar:

Verstandelijk gehandicapten of mensen met dementie konden vrijwillig met een Bopz-indicatie opgenomen worden in een Bopz-instelling. Bij deze laatste moest de indicatie aantonen dat artikel 60 van de Wet Bopz van toepassing is, oftewel dat de cliënt geen bereidheid tot en geen bezwaar had tegen het verblijf in de Bopz-instelling. De indicatiecommissie (CIZ) had de verantwoordelijkheid voor het verstrekken van deze indicatie.
- Bij patiënten onder de leeftijd van 12 jaar moest instemming van beide ouders zijn; bij onenigheden besloot de rechter.

## Rechten van de patiënt volgens de Wet Bopz
- Behandelplan of zorgplan:

Als mensen gedwongen waren opgenomen in een instelling, stelde de wet een behandelplan verplicht. In de zorg voor verstandelijk gehandicapten en psychogeriatrische cliënten heette dit een zorgplan. De betrokkene moest zelf instemmen met het behandel- of zorgplan. Kon hij dat niet, dan kon de partner, ouder of wettelijke vertegenwoordiger namens hem instemmen.
- Dwangbehandeling:

Ook in een instelling kan sprake zijn van gevaarlijke situaties, zoals mensen die zichzelf verwonden, agressief zijn tegen anderen of ernstige vernielingen aanrichten. Om dergelijke situaties te verminderen of af te wenden, kon een instelling bepaalde Middelen en Maatregelen of dwangbehandeling toepassen. Daarvoor waren strikte voorwaarden in de wet opgenomen.
- Klachtrecht:

Tegen het wilsonbekwaam verklaren, toepassen van dwangbehandeling of van middelen en maatregelen of het niet uitvoeren van een behandelplan, kon iemand die gedwongen was opgenomen een klacht indienen bij het bestuur van de instelling. Als de patiënt dat zelf niet kon, dan kon een naaste, de wettelijk vertegenwoordiger of een medebewoner dat doen. Naast dit speciale klachtrecht op grond van de Wet Bopz, gold voor iedereen ook de Wet klachtrecht cliënten zorgsector.

## Nieuw in de Wet Bopz
- Sinds 2004 bestond tevens de voorwaardelijke machtiging:

Met een voorwaardelijke machtiging wordt iemand niét opgenomen in een psychiatrisch ziekenhuis, zolang hij zich houdt aan bepaalde voorwaarden, bijvoorbeeld het innemen van medicijnen. Deze machtiging geldt voor maximaal zes maanden, met de mogelijkheid van verlenging met telkens één jaar.
- Vanaf 1 januari 2006 tot 1 januari 2010 was de observatiemachtiging in werking:

Deze is bedoeld voor mensen van wie het ernstige vermoeden bestaat dat zij door hun geestesstoornis een gevaar vormen voor zichzelf. Ze kunnen dan maximaal drie weken worden opgenomen. In die periode kan geen andere dwang plaatsvinden dan iemand op de afdeling te houden. Daarna kan deze persoon weer naar huis. Het kan ook gebeuren dat er aansluitend op de observatiemachtiging bijvoorbeeld een inbewaringstelling, een voorlopige machtiging of voorwaardelijke machtiging nodig is.
- Eind 2006, een jaar na de invoering, haalde de Hoge Raad de regeling grotendeels onderuit:[3]

In een zaak, aanhangig gemaakt door een patiënt, oordeelde de Raad dat voor observatie in een kliniek alleen het vermoeden van een stoornis onvoldoende is. Psychiaters moeten met objectief medisch onderzoek vooraf kunnen aantonen dat sprake is van een stoornis die de tijdelijke vrijheidsbeneming kan rechtvaardigen.
Volgens psychiaters heeft die uitspraak de observatiemachtiging overbodig gemaakt. Die machtiging voegt bovendien niets toe aan de praktijk, zeggen ze. Hulpverleners doen steeds meer aan bemoeizorg, zoeken zorgmijders actief op en weten wie een stoornis heeft. Een observatie is dan niet nodig. Veel van hen kunnen bij gevaar meteen gedwongen worden opgenomen. De cijfers wijzen uit dat die weg vaker wordt gevolgd: tussen 2001 en 2006 is het aantal gedwongen opnames met bijna 50 procent gestegen tot bijna 17 duizend.
De observatiemachtiging is dan ook per 1 januari 2009 vervallen.
- Op 7 november 2006 heeft de Eerste Kamer het wetsvoorstel zelfbinding aangenomen:

Zelfbinding biedt de mogelijkheid tot opname, verblijf en behandeling van psychiatrische patiënten tegen hun wil. Voorwaarde is wel dat deze patiënten zich daartoe eerder, in een wilsbekwame periode, bereid hebben verklaard.